# 34 Herculis
34 Herculis är en vit stjärna i huvudserien i Herkules stjärnbild.
Stjärnan har visuell magnitud +6,43 och är nätt och jämnt synlig vid mycket god seeing. Den befinner sig på ett avstånd av ungefär 330 ljusår.